# 潘峭
潘峭（9世纪—915年？），中国五代十国时期政权前蜀官员，在开国皇帝王建年间任枢密使。

## 家世
潘峭生年和出生地都不详。祖上是河西人。

## 前蜀年间
王建为唐朝军阀时，潘峭何时效力王建不详，王建称帝建立前蜀时，任潘峭为宣徽北院使。永平元年（911年），王建任潘峭从兄内枢密使潘炕为武泰节度使，以潘峭代任为内枢密使。
三年（913年），皇太子王元膺与王建近臣唐道袭的紧张敌对关系在七夕节前夕爆发。当夜，王元膺宴请高官。但王建养子集王王宗翰、潘峭、翰林学士毛文锡都没出席。王元膺怒，称潘峭、毛文锡离间自己与王宗翰。次日，他对父皇指称潘峭、毛文锡离间兄弟。王建相信了，下令贬二人，再以潘炕为内枢密使。但随后唐道袭反弹劾王元膺谋作乱。这最终导致他手下的屯营兵和王元膺手下的天武军交战。期间，王元膺捕潘峭、毛文锡，用楇几乎将他们打死，囚禁于东宫，而唐道袭则在交战中被杀。但王建在潘炕劝说下亲自率高级将领们前去讨伐后，王元膺军溃，王元膺被一卫士所杀。王元膺死后，潘峭再次被任为枢密使。
四年（914年），潘峭领武泰节度使，授宰相衔同中书门下平章事。后在武泰节度使任上因病过世。通正元年（916年）正月李继崇被任为武泰节度使，潘峭去世当不迟于此时。

## 评价
《十国春秋》论曰：两潘敏于吏事，颇知大体，洵所谓玉友金昆者也。